# Kömür, Adıyaman
Kömür là một thị trấn thuộc thành phố Adıyaman, tỉnh Adıyaman, Thổ Nhĩ Kỳ. Dân số thời điểm năm 2011 là 3.676 người.